# Heinrich Blum

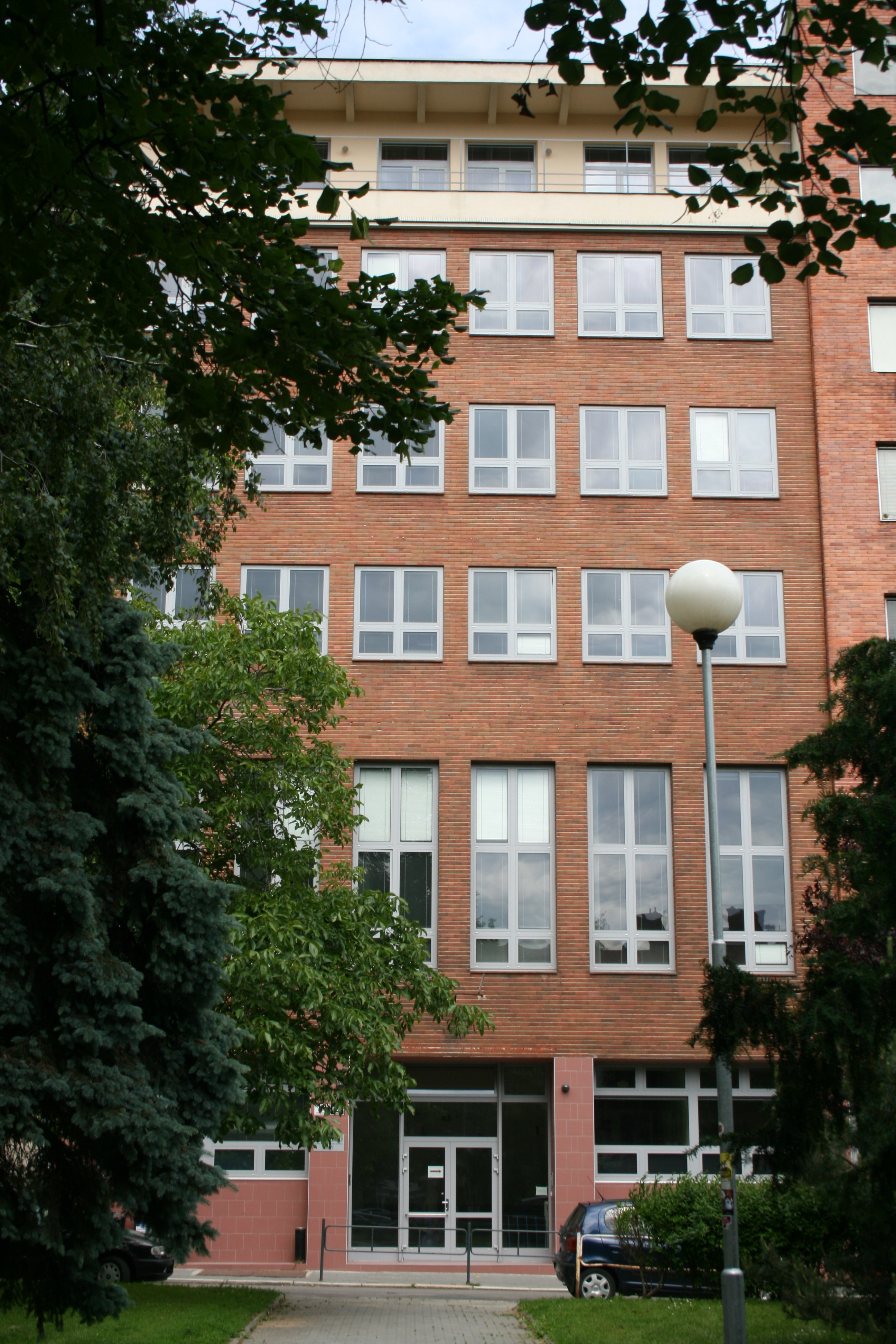
Facultad de Filosofía de la Universidad Masaryk, diseñada por Blum en 1931

Heinrich Blum (en checo Jindřich Blum) (Brünn, Imperio austrohúngaro, 16 de enero de 1884 - 1942) fue un arquitecto checo.

## Biografía
Blum nació en Soběšice u Brna, actualmente un sector de la aglomeración de la ciudad de Brno, el 16 de enero de 1884. Proveniente de una familia judeocheca de habla alemana. Realizó sus estudios secundarios en la Primera Escuela de Gramática Alemana de la ciudad y posteriormente cursó sus estudios superiores en la Universidad Técnica Alemana en Brno, donde se tituló de arquitecto. Junto a Ernst Wiesner, Otto Eisler, Zikmund Kerekes, entre otros arquitectos de la ciudad de origen judío, fue influenciado por el pensamiento de Adolf Loos, contribuyendo al desarrollo de la arquitectura moderna y funcionalista en Moravia.
En 1941 contrajo matrimonio con Gertrude Nasch, una judía checa germanoparlante. No obstante, el 14 de abril de 1942 fue deportado junto a su esposa al campo de concentración de Theresienstadt, siendo transferidos provisoriamente a otro centro de ejecución en Lublin, en donde probablemente fueron asesinados en algún campo de concentración nazi del Protectorado de Bohemia y Moravia en abril del mismo año.